# Cadulus ampullaceus
Cadulus ampullaceus är en blötdjursart som beskrevs av Watson 1879. Cadulus ampullaceus ingår i släktet Cadulus och familjen Gadilidae. Inga underarter finns listade i Catalogue of Life.